# Sista paret ut
För leken, se Sista paret ut (lek)
Sista paret ut är en svensk dramafilm från 1956 i regi av Alf Sjöberg med manus av Ingmar Bergman.

## Om filmen
Filmen hade premiär den 12 november 1956 på biograferna Röda Kvarn i Stockholm och Fontänen i Vällingby. Den har visats vid ett flertal tillfällen i SVT, bland annat i november 2019.

## Rollista (i urval)
- Eva Dahlbeck – Susanne Dahlin
- Harriet Andersson – Anita
- Bibi Andersson – Kerstin
- Björn Bjelfvenstam – Bo Dahlin
- Jarl Kulle – Ernst Farell
- Olof Widgren – Hans Dahlin
- Aino Taube – Kerstins mamma
- Hugo Björne – lektor Jacobi
- Jan-Olof Strandberg – Claes Berg
- Märta Arbin – fru Johansson
- Jullan Kindahl – Alma, hembiträde